# Elymnias godferyi
Elymnias godferyi är en fjärilsart som beskrevs av William Lucas Distant 1886. Elymnias godferyi ingår i släktet Elymnias och familjen praktfjärilar. Inga underarter finns listade i Catalogue of Life.